# Лантан
Лантанът е редкоземен химичен елемент от 3-та група със символ La и атомен номер 57. Той принадлежи към групата на лантанидите, чието име е дал. Открит е през 1839 г., приблизително 30 години след откриването на церия. Представлява мек и ковък сребристобял метал, който може да се реже с нож.

## История
Лантанът е открит под формата на La2O3 през 1839 г. от шведския химик Карл Мосандер, който го отделя от CeO2. Чист метал той получава след две години, като отделя „оксид на дидима“. Названието лантан (от старогръцки: λανθάνειν – „скрит“) е дадено от Берцелиус, тъй като изолирането му в чисто състояние се оказва изключително трудно и отнема дълго време.
Дълго време лантанът е смятан за двувалентен, подобно на алкалоземните метали, а атомното му тегло е смятано, че е 90,04. През 1869 г. Менделеев се усъмнява в тези твърдения, тъй като няма място за елемента във втората група на Периодичната система и го поставя в третата, приписвайки на елемента атомно тегло 138 – 139. Тези свои предположения той подкрепя с изчисляването на топлинния капацитет на лантана и последвалото доказване на неговата тривалентност.

## Разпространение
В земната кора лантанът е на 29-о място по маса с 3,2×10-3%. Той, както и другите ланатоиди, е силно разсеян. В природата се среща само в съединения съвместно с останалите лантаниди, в различни минерали, главно монацит (Ce,La,Th,Nd,Y)PO4 и бастнезит (Ce,La,Y)CO3F.

## Физични свойства
Лантанът е сребърно-бял, ковък и пластичен, блестящ метал. Може да се реже с нож. Топи се при 920 °C и кипи при 3455 °C. При стайна температура има хексагонална кристална решетка с плътност 6,15 g/cm3. В зависимост от температурата, кристалната решетка се променя и съществуват още две полиморфни модификации.

### Изотопи
| Изотоп | Честота | Период на полуразпад | Тип разпад | Енергия на разпада, МeV | Продукт на разпада |
| ------ | ------- | -------------------- | ---------- | ----------------------- | ------------------ |
| 135La  | синт.   | 19,5 часа            | ε          | 1,200                   | 135Ba              |
| 136La  | синт.   | 9,87 мин             | ε          | 2,870                   | 136Ba              |
| 137La  | синт.   | 60 000 г.            | ε          | 0,600                   | 137Ba              |
| 138La  | 0,09%   | 1,05×1011 г.         | ε          | 1,737                   | 138Ba              |
| 138La  | 0,09%   | 1,05×1011 г.         | β-         | 1,044                   | 138Ce              |
| 139La  | 99,91%  | стабилен             | стабилен   | стабилен                | стабилен           |
| 140La  | синт.   | 1,6731 дни           | β-         | 3,762                   | 140Ce              |
| 141La  | синт.   | 3,92 часа            | β-         | 2,502                   | 141Ce              |

## Химични свойства
Електронната структура на ланатана е KLM4s24p64d105s25p65d16s2 – започва изграждането на 5d-подслоя спрямо Ba. От тази орбитала започва изграждането на ланатноидите. Орбиталата е и причина за лантаноидното свиване. При него намалява атомния и йонния радиус на лантаноидите с увеличаване на поредния номер. Това се дължи на постепенното увеличаване на заряда на ядрото, но 4f-електроните не могат де компенсират този процес поради екранирането на останалите електрони. Процесът довежда до малка разлика в атомните и йонните радиуси, и е причина за съвместното присъствие на лантаноидите в минералите.
Лантанът е с постоянна степен на окисление +3 в съединенията си. Реактивността му е подобна на алкалоземните метали. На въздух се покрива с La2O3, който в присъствието на влага се превръща в La(OH)3. Изгаря в кислородна среда при 450 °C с ярък пламък. При нагряване реагира с N2 (до черен лантанов нитрид), Br2, I2, H2 и другите неметали, а с Cl2 се запалва при стайна температура.

## Съединения
Лантанът има постоянна степен на окисление +3.

### Оксид и хидроксид
La2O3 представлява бял и силно основен прах, неразтворим във вода, но разтворим в киселини. Може да бъде получен чрез директен синтез или при термична дисоциация на карбонати, нитрати и други кислородсъдържащи соли. Той е едно от най-стабилните кислородни съединения. При нагряване се нажежава и свети с бяла светлина. Съставна част е на оптични стъкла с висок коефициент на пречупване и ниска диспресия. Смесен с CeO2 е част от шлифовъчните прахове.
La(OH)3 се получава при утаяване на La3+ с амоняк или алкална основа. Представлява обемиста бяла утайка със силно основен характер.

### Соли
Познати са множество соли на кислородсъдържащи киселини, най-често като кристалохидрати – La2(SO4)3·8H2O, La(NO3)3·6H2O, хлорат и т.н. Карбонатът, оксалатът и фосфатът са слабо разтворими.

### Халогениди
Безводни халогениди се получават при директен синтез на La с халоген. Те са йонни високотопими съединения. Слабо разтворим е само флуоридът.

### Други съединения
LaH3 може да се използва за склад на водород.

## Получаване
Съществуват различни методи за добив на метала, в зависимост от минерала, от който трябва да се получи.
От монацит се окислява до оксид, което позволява отстраняването на останалите лантаноиди. Впоследствие оксидът се превръща в LaF3 с HF. Накрая се редуцира с Ca до метален La. Отделянето на калциевите остатъци и примеси се извършва чрез допълнително претопяване във вакуум.
От монацитовия пясък се отделя чрез фракционна кристализация като двойна сол La(NO3)3·2NH4NO3·4H2O.

## Приложения
Лантанът се използва като компонент на метални сплави. Запалващите материали в запалителните свещи съдържат 25 до 45% лантан. Намира приложение като редуциращо средство в металургията. Като съставна част на чугуна подпомага образуването на сферичен графит. Като сплавна съставка допринася за подобряването на оксидационната устойчивост. Лантановите примеси променят твърдостта и температурната устойчивост на молибдена.
Катализаторите на фракции от петрол и бензин съдържат лантан. Но количествата вложени в тях са намаляващи. Висококачествените катоди за запалване със свободни електрони са изградени от лантанов хексаборид (LaB6) като заместител на волфрамовата тел.

### Сплави
Лантанът намира широко приложение в металургията при производството на високотемпературни сплави и свръхпроводници. Кобалт-лантановата сплав (LaCo5) се използва като магнитен материал, обогатеният с лантан бариев титанат се употребява при производството на терморезистори (температурно независими съпротивления). В сплав с кобалт, желязо, манган и стронций се използва при производството на катоди за високотемпературни горивни клетки. Лантан-никеловите примеси (LaNi5) намират приложение като водородни хранилища в никелово-металхидридните акумулатори. От сплавта на лантан с титан се произвеждат медицински инструменти, които са устойчиви на корозия и лесно се стерилизират.

### Лантанов оксид
- Производство на стъкла с висока устойчивост, които същевременно са с нисък коефициент на пречупване на светлината и се използват за направата на камери, лещи за телескопи и стъкла за очила.
- Производство на кристал и порцеланови покрития. Съединението замества отровните оловни съединения, като същевременно подобрява химическата устойчивост (подобряване на устойчивостта на действието на основи).
- Производство на керамични корпуси за кондензатори и стъкла, несъдържащи силикати
- Съставна част на материалите за полиране на стъкла
- Производство на нажежаеми електроди за електронни лампи

### Лантанов карбонат
Медикаменти за намаляване на фосфатните нива при пациенти на диализа.

## Мерки за безопасност
Лантанът е определен като слабо токсичен и не участва в биологичните процеси. Прахообразният лантан е опасен при допир, защото реагира лесно с влагата по кожата до La(OH)3, който е силно основен и може да причини химични изгаряния. Смъртоносната доза за плъховете е 720 mg. LaCl3 е антикоагулант.